# (58424) Jamesdunlop
(58424) Jamesdunlop est un astéroïde de la ceinture principale.

## Description
(58424) Jamesdunlop est un astéroïde de la ceinture principale. Il fut découvert le 22 février 1996 à l'Observatoire Kleť par Miloš Tichý et Zdeněk Moravec. Il présente une orbite caractérisée par un demi-grand axe de 2,53 UA, une excentricité de 0,15 et une inclinaison de 4,6° par rapport à l'écliptique.

## Compléments